# Left to Die
Left to Die är en EP av det amerikanska death metal-bandet Obituary, utgivet 2008 av skivbolaget Candlelight Records. EP:n gavs också ut i en version med en video till låten "Evil Ways".

## Låtlista
1. "Forces Realign" – 4:38
2. "Slowly We Rot" (2008-version) – 4:39
3. "Dethroned Emperor" (Celtic Frost-cover) – 5:03
4. "Left to Die" – 6:20

Bonusspår (video-versionen)
1. "Evil Ways" (video) – 3:40

- Text: John Tardy
- Musik: Donald Tardy och Trevor Peres

## Medverkande
Musiker (Obituary-medlemmar)
- John Tardy – sång
- Trevor Peres – rytmgitarr
- Ralph Santolla – sologitarr
- Frank Watkins – basgitarr
- Donald Tardy – trummor

Produktion
- Mark Prator – producent, ljudtekniker, ljudmix
- Donald Tardy – producent
- John Tardy – producent
- Tom Morris – mastering
- Adrian Wear – omslagsdesign
- Andreas Marschall – omslagskonst